# Paracantha ruficallosa
Paracantha ruficallosa är en tvåvingeart som beskrevs av Erich Martin Hering 1937. Paracantha ruficallosa ingår i släktet Paracantha och familjen borrflugor. Inga underarter finns listade i Catalogue of Life.